# Demokratiska styrkorna för Rwandas befrielse
Demokratiska styrkorna för Rwandas befrielse, les Forces Démocratiques de la Libération du Rwanda (FDLR), var en hutumilis verksam i östra Kongo-Kinshasa under senare delen av Andra Kongokriget, med massiv uppbackning av den kongolesiske presidenten Joseph Kabila. FDLR innehöll medlemmar av den ökända Interahamwemilisen som genomförde folkmordet i Rwanda 1994.
FDLR bildades år 2000 genom samgående mellan hutukommandon baserade i Kinshasa respektive Kivu. Trupperna i Kinshasa anslöt sig i juli 2002 till den sistnämnda gruppen, kallad Rwandas befrielsearmé, ALiR. FDLR uppskattas då ha samlat 15 000 till 20 000 soldater i Norra och Södra Kivuprovinserna, varifrån man, även efter det officiella krigsslutet, fortsatte att anfalla tutsistyrkor i östra Kongo och Rwanda. I mitten av 2004 tvingades 25 000 kongoleser fly sina hem på grund av dessa stridigheter.
Efter fredssamtal i Rom med den kongolesiska regeringen meddelade FDLR den 31 mars 2005 att de gav upp sin militära kamp för att istället verka som politiskt parti i Rwanda. Detta kom dock inte att genomföras fullt ut eftersom Rwandas regering lovade att gripa och lagföra alla befäl som varit delaktiga i människorättsbrott, så snart de passerat gränsen.
Den 4 oktober 2005 krävde FN:s säkerhetsråd att FDLR skulle upplösas och omedelbart lämna Kongo-Kinshasa.
FDLR:s ledare Ignace Murwanashyaka arresterades i tyska Mannheim i april 2006.
Som en del av normaliseringsprocessen mellan Burundi och Rwanda lämnade Burundi i oktober 2021 elva FLN-rebeller till Rwanda.